# Ольховатка (Рамонский район)
Ольховатка — деревня в Рамонском районе Воронежской области.
Входит в состав Скляевского сельского поселения.

## История
Расположена у Ольховатого озера, при «крутом овраге». Также принадлежала Веневитиновым.

## География

### Улицы
- ул. Весёлая
- ул. Прудная
- ул. Садовая
- пер. Прудный

## Население
| 1859 | 1897 | 2010 |
| ---- | ---- | ---- |
| 471  | ↗518 | ↘91  |

В 1859 г. в деревне в 49 дворах проживало 471 человек. В 1900 г. население составляло 565 жителей. Было 101 дворов, 2 общественных здания и винная лавка. В 2007 г. в деревне проживало 85 человек.